# Bommes
Bommes is een gemeente in het Franse departement Gironde (regio Nouvelle-Aquitaine) en telt 439 inwoners (1999). De plaats maakt deel uit van het arrondissement Langon.

## Geografie
De oppervlakte van Bommes bedraagt 5,8 km², de bevolkingsdichtheid is 75,7 inwoners per km².
De onderstaande kaart toont de ligging van Bommes met de belangrijkste infrastructuur en aangrenzende gemeenten.

## Demografie
Onderstaande figuur toont het verloop van het inwonertal (bron: INSEE-tellingen).